# Абърдийн (езеро)
Вижте пояснителната страница за други значения на Абърдийн.
Езерото Абърдийн (на английски: Aberdeen Lake) е 7-о по големина езеро в канадската територия Нунавут. Площта му, заедно с островите в него е 1100 км2, която му отрежда 39-о място сред езерата на Канада. Площта само на водното огледало без островите е 1095 км2. Надморската височина на водата е 80 м.
Езерото се намира в югозападната част на канадската територия Нунавут, на 90 км западно от езерото Бейкър. Дължината му от запад на изток е 91 км, а максималната му ширина – 30 км.
Абърдийн, за разлика от повечето канадски езера има слабо разчленена брегова линия, без характерните заливи, полуострови, протоци и острови. Площта на островите в него е едва 5 км2. От юг в езерото се вклинява полуостров, който го дели на източна по-голяма част и западна – по-малка.
През езерото от запад на изток протича река Телон, вливаща се от запад в езерото Бейкър.
През краткия летен сезон езерото се посещава от стотици от любители на лова и риболова.
Езерото Абърдийн е открито, изследвано и за първи път картирано през 1893 г. от канадския геолог и картограф Джоузеф Тирел. Откривателят го кръщава в чест на лорд Абърдийн (Джордж Камбъл Хамилтън-Гордън, 1847-1934), генерал-губернатор на Канада в периода 1893 – 1898 г.